# Lunahuaná
Lunahuaná es una localidad peruana capital del distrito homónimo ubicado en la provincia de Cañete en el departamento de Lima. Se encuentra a 183 km de la ciudad de Lima. En el 2017 tenía una población de 2617 habitantes según el INEI.
Lunahuaná es conocida por la producción de pisco y vino así como lugar para la práctica de deportes de aventura.

## Toponimia
El nombre tiene procedencia quechua. Las investigaciones de Cerrón Palomino sugieren que viene de una forma original *runa wana-y que significaría 'lugar donde escasea la gente' o equivalentemente 'lugar desprovisto de gente'.

## Lugares de interés
- Bodega & Viñedos Victoria [6]
- Bodega de La Cruz[7]
- Bodega de La Motta[8]
- Bodega Los Hijos Del Sol[9]
- Bodega Santa María[10]
- Bodega Viña Los Reyes[11]
- Catapalla[12]
- Pueblo Lunahuaná[13]
- Sitio arqueológico Incahuasi[14]
- Sitio arqueológico Peña de la Cruz San Juan[15]

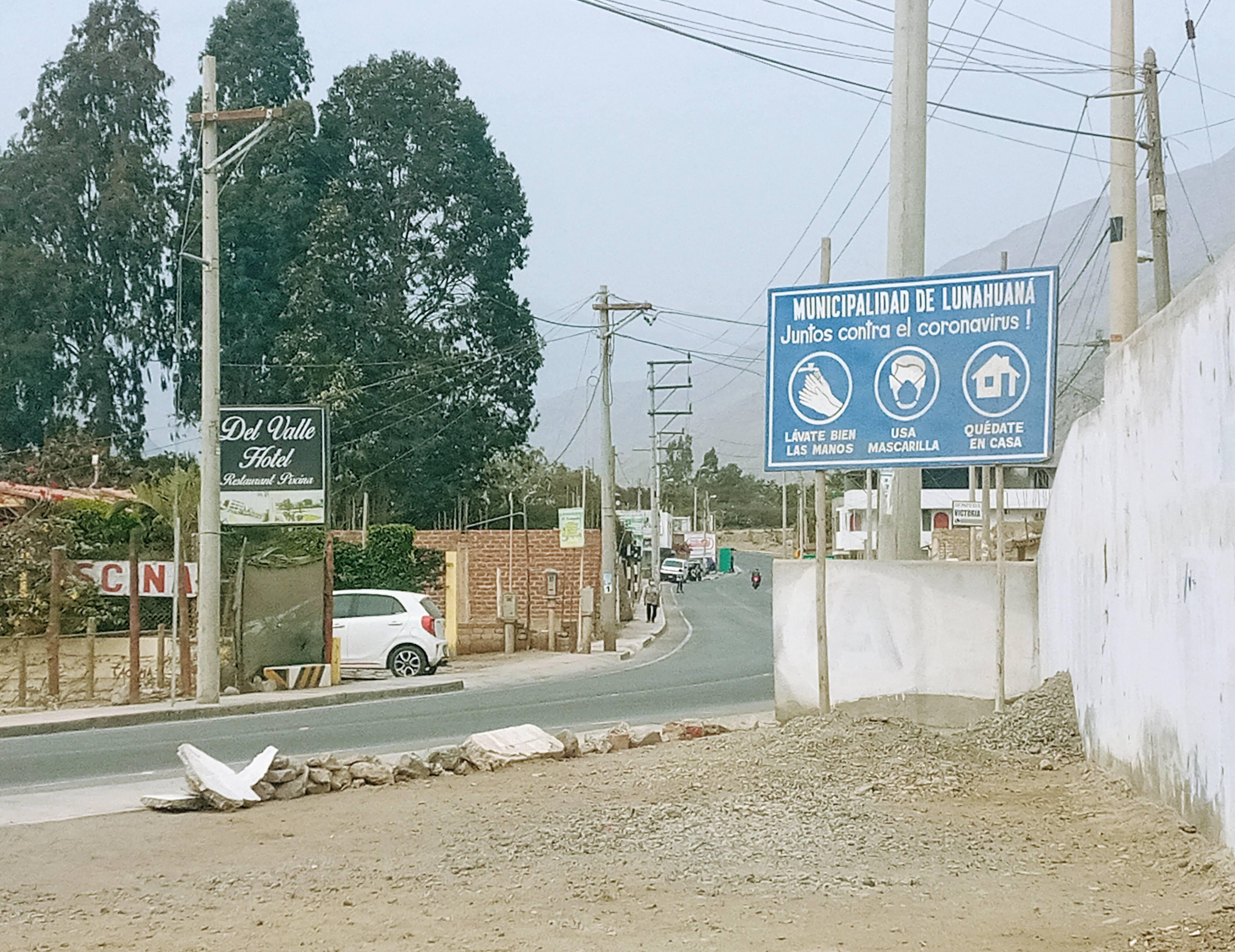
Letrero de medidas preventivas frente a la COVID-19 en las afueras de Lunahuaná, en el contexto de la pandemia de COVID-19 en Lima.

## Atractivos turísticos
Lunahuaná esta llena de atractivos turísticos, entre ellos:
- Complejo Arqueológico de Incahuasi. Un complejo incaico construido alrededor de 1438 en el reinado del inca Pachacuti. Uno de los patrimonios arqueológicos más importantes del distrito. Se encuentra ubicado en el anexo de Paullo, a 15 minutos de Lunahuaná camino a Cañete.[16]
- Restos Arqueológicos de Suero y Cantagallo, ubicado en el anexo de Catapalla, a 15 minutos de Lunahuaná camino a Yauyos.
- Restos Arqueológicos de Condorillo, ubicado en el anexo de Uchupampa, a 10 minutos de Lunahuaná camino a Yauyos.
- Restos Arqueológicos de Cansacaballo, que se encuentra amino al cementerio de Lunahuaná, a 5 minutos de la plaza de Armas.
- Restos Arqueológicos de Ramadilla, ubicado en el anexo de Ramadilla, a 20 minutos de Lunahuaná camino a Cañete.
- Restos Arqueológicos de Con Con, ubicado en el anexo de Con Con, a 20 minutos de Lunahuaná camino a Cañete.
- Plaza de Armas. De estructura colonial, esta plaza resalta por su sencillez. Se destacan en ella diversos bustos de héroes nacionales.[16]
- Iglesia Matriz Santiago Apóstol. La construcción de esta iglesia data del siglo XVII siendo finalizada en 1690. El altar mayor consta de tres cuerpos con sus respectivas imágenes. Ubicada en la plaza de Armas, una de sus características principales es que su frontis no mira hacia la misma.
- El mirador. Desde él, se tiene una vista panorámica de la ciudad de Lunahuaná así como de gran parte del valle del río Cañete. Se encuentra ubicado en la parte alta de la plaza de Armas a la altura de la delegación de Policía Nacional, a 5 minutos. Se accede a pie.[16]
- Casa Encantada. Según los lugareños en ella ocurren una serie de acontecimientos paranormales. Se encuentra ubicada en el anexo de Uchupampa, camino a Catapalla, a 15 minutos de Lunahuaná camino a Yauyos.[16]
- Puente colgante de Catapalla. Construido en la década del sesenta con material noble y cables de acero, este puente tuvo un modelo anterior hecho con materiales artesanales que fue fácilmente arrasado en una de las crecidas del río Cañete. Está ubicado en el anexo de Catapalla, a 15 minutos de Lunahuaná camino a Yauyos.[16]
- Antigua bodega La Confianza. Esta antigua bodega de pisco ubicada en el anexo de Catapalla data de año 1908 con una fachada de arco colonial, actualmente convertida en un hotel boutique y uno de los mejores restaurantes de Lunahuaná. Más información en https://www.laconfianza.com.pe.
- Bodegas vitivinícolas. Lunahuaná tiene una tradición vitivinícola de mucha importancia, elaborando vinos con una gran variedad de uvas.[16]
- Su gastronomía, que está basada en Camarones[16]
- Sus deportes de aventura; sobre todo el canotaje y también otros deportes de aventura[16]

## Galería

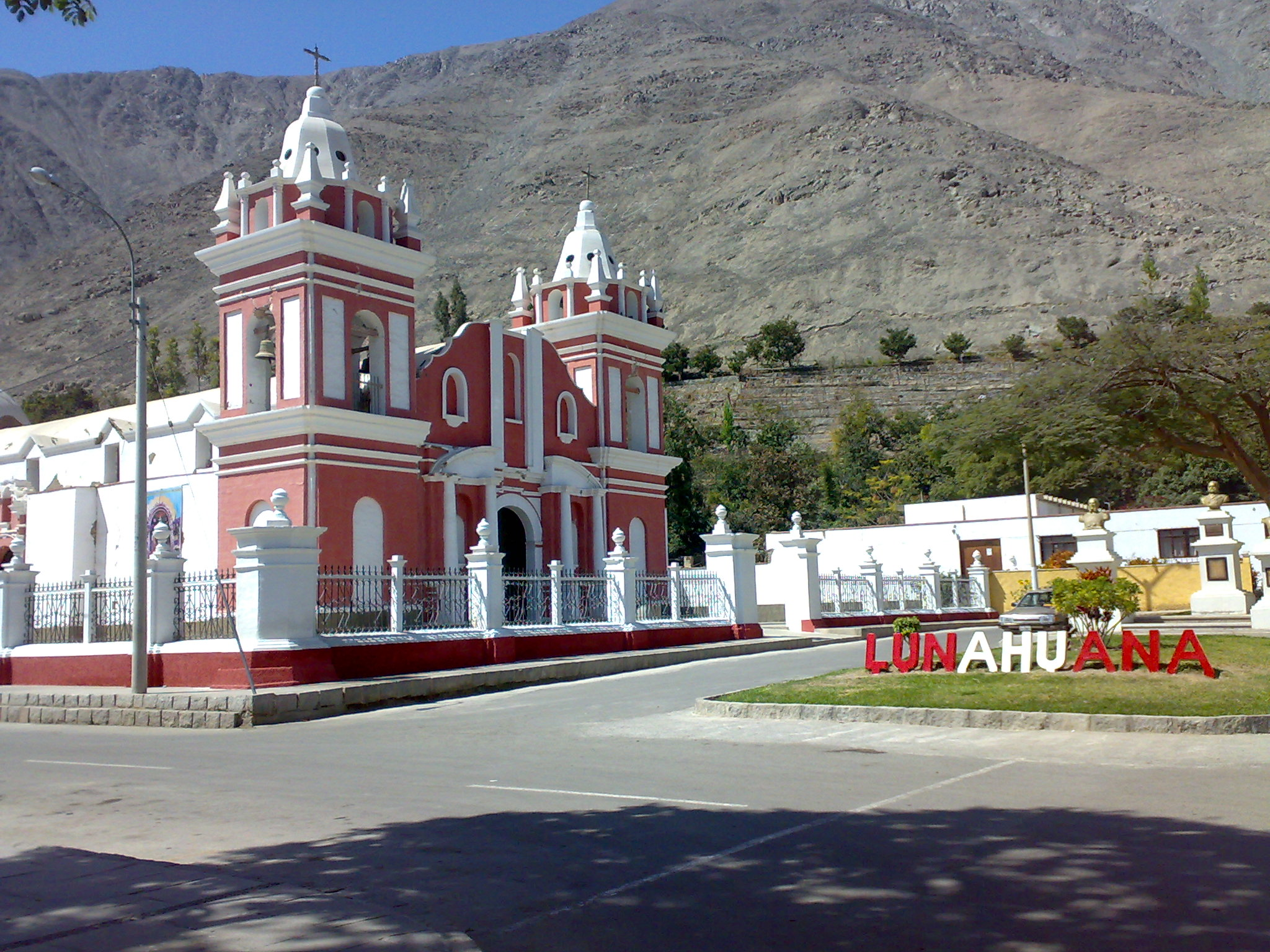
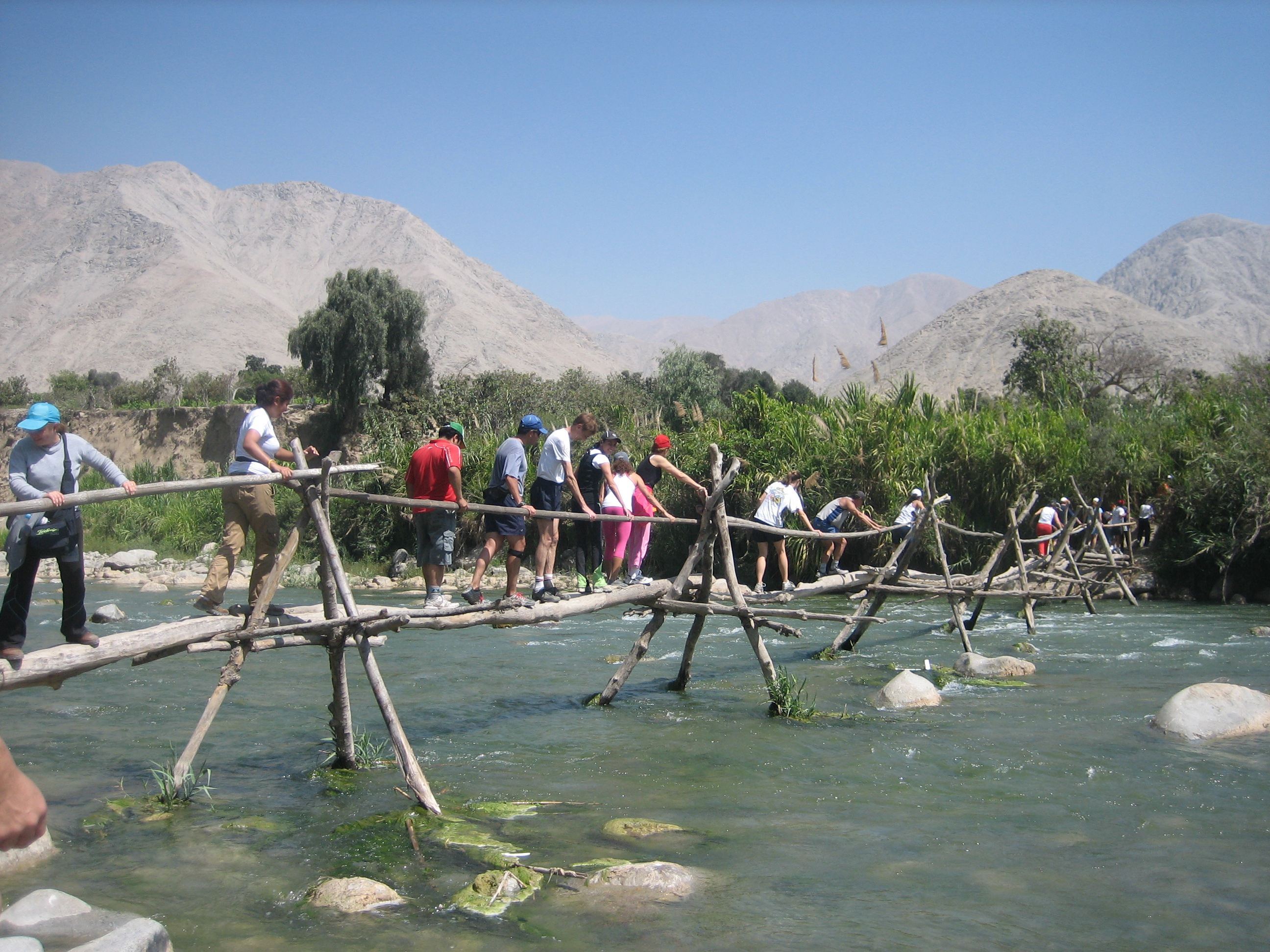
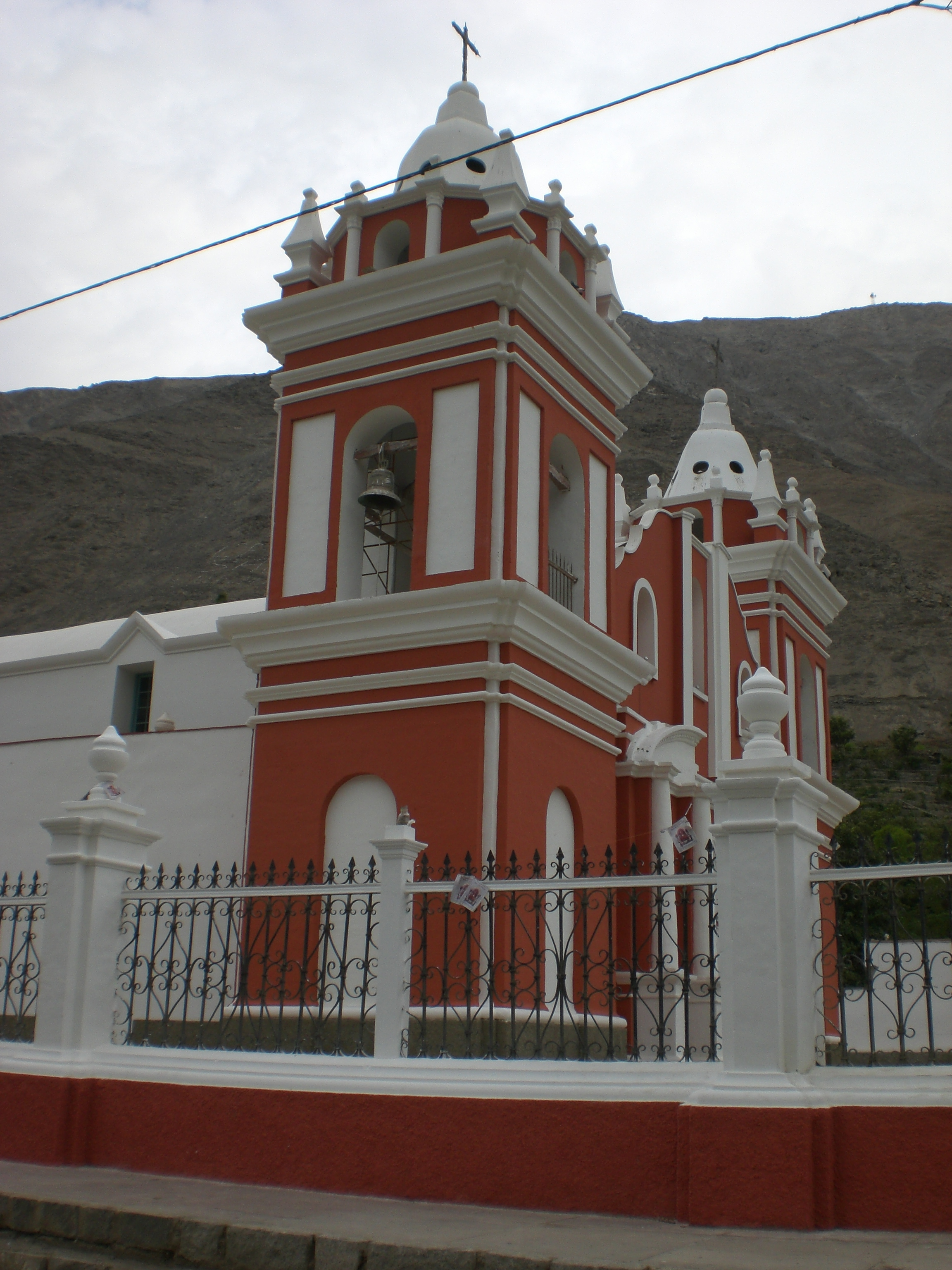
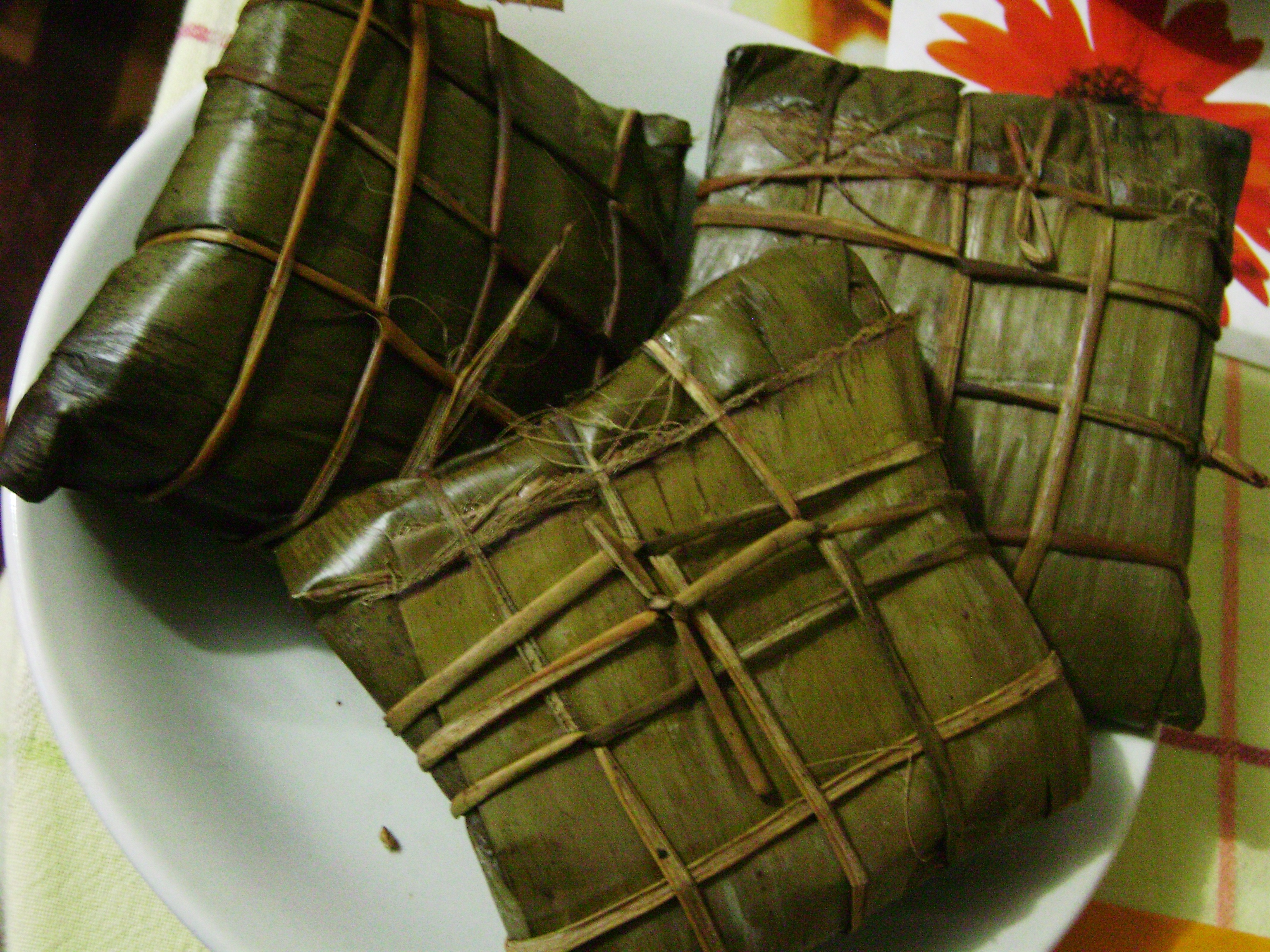
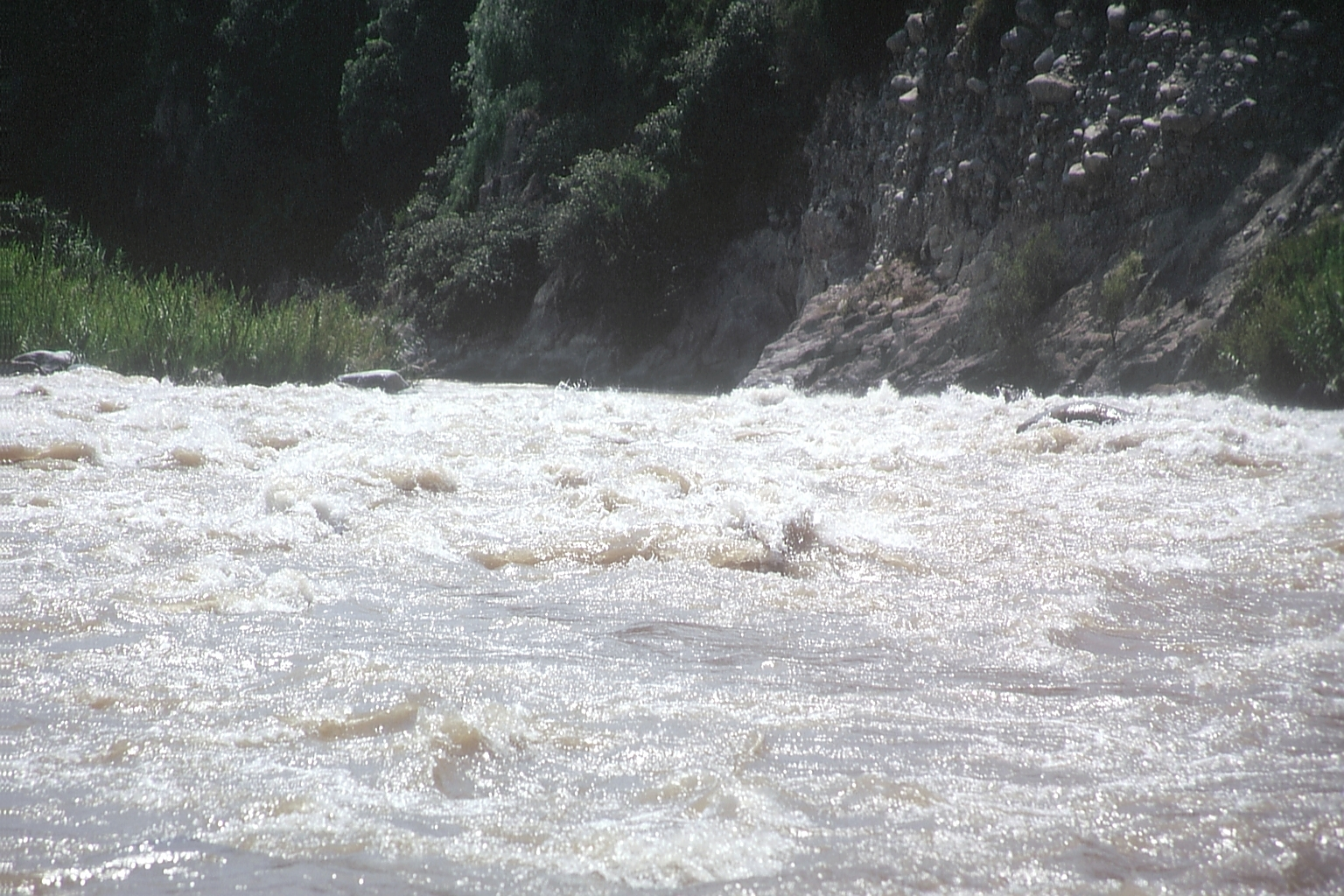
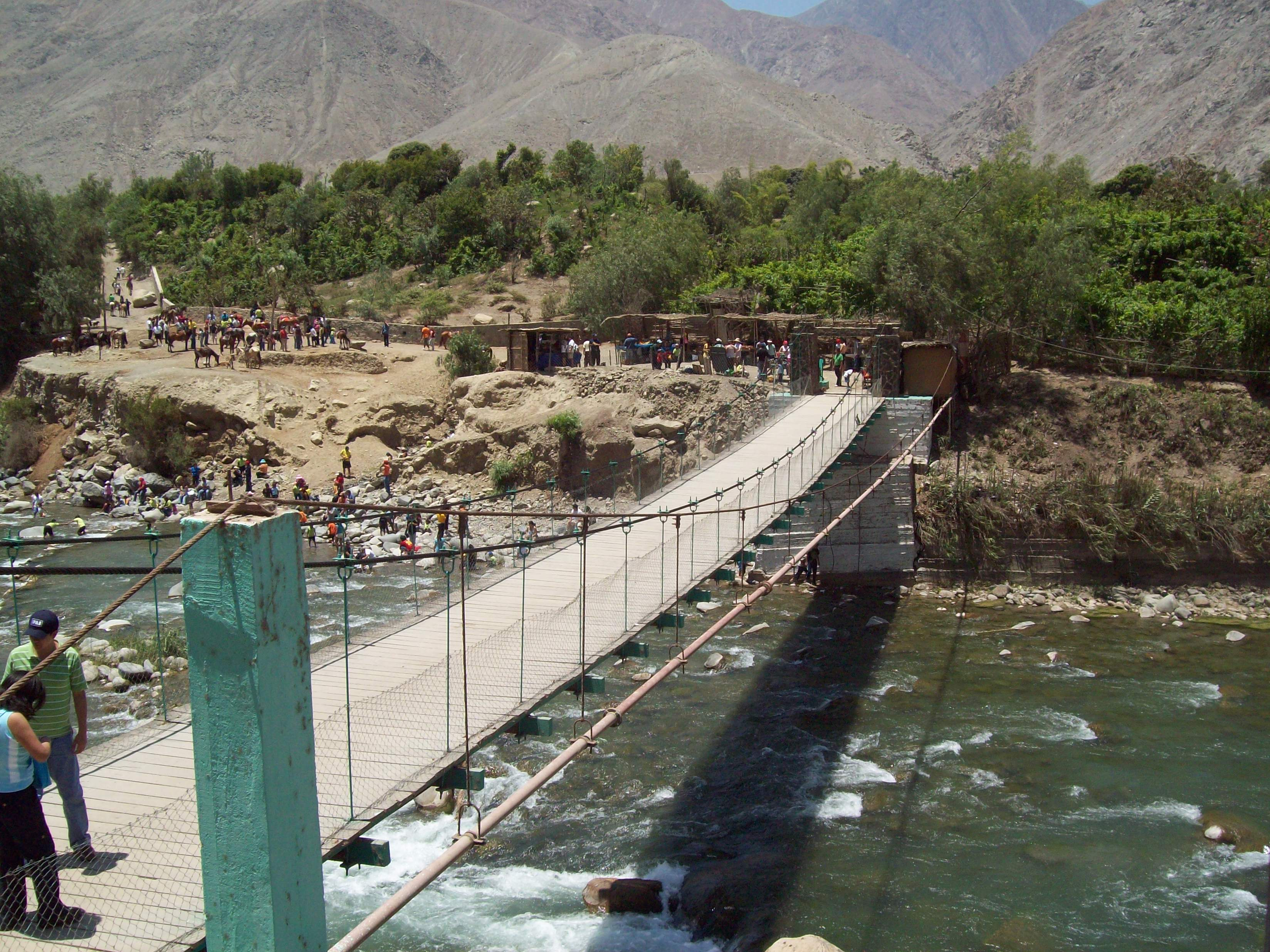

## Clima
| Parámetros climáticos promedio de Lunahuaná (territorios entre 0 - 500 m s. n. m.). | Parámetros climáticos promedio de Lunahuaná (territorios entre 0 - 500 m s. n. m.). | Parámetros climáticos promedio de Lunahuaná (territorios entre 0 - 500 m s. n. m.). | Parámetros climáticos promedio de Lunahuaná (territorios entre 0 - 500 m s. n. m.). | Parámetros climáticos promedio de Lunahuaná (territorios entre 0 - 500 m s. n. m.). | Parámetros climáticos promedio de Lunahuaná (territorios entre 0 - 500 m s. n. m.). | Parámetros climáticos promedio de Lunahuaná (territorios entre 0 - 500 m s. n. m.). | Parámetros climáticos promedio de Lunahuaná (territorios entre 0 - 500 m s. n. m.). | Parámetros climáticos promedio de Lunahuaná (territorios entre 0 - 500 m s. n. m.). | Parámetros climáticos promedio de Lunahuaná (territorios entre 0 - 500 m s. n. m.). | Parámetros climáticos promedio de Lunahuaná (territorios entre 0 - 500 m s. n. m.). | Parámetros climáticos promedio de Lunahuaná (territorios entre 0 - 500 m s. n. m.). | Parámetros climáticos promedio de Lunahuaná (territorios entre 0 - 500 m s. n. m.). | Parámetros climáticos promedio de Lunahuaná (territorios entre 0 - 500 m s. n. m.). |
| Mes                                                                                 | Ene.                                                                                | Feb.                                                                                | Mar.                                                                                | Abr.                                                                                | May.                                                                                | Jun.                                                                                | Jul.                                                                                | Ago.                                                                                | Sep.                                                                                | Oct.                                                                                | Nov.                                                                                | Dic.                                                                                | Anual                                                                               |
| ----------------------------------------------------------------------------------- | ----------------------------------------------------------------------------------- | ----------------------------------------------------------------------------------- | ----------------------------------------------------------------------------------- | ----------------------------------------------------------------------------------- | ----------------------------------------------------------------------------------- | ----------------------------------------------------------------------------------- | ----------------------------------------------------------------------------------- | ----------------------------------------------------------------------------------- | ----------------------------------------------------------------------------------- | ----------------------------------------------------------------------------------- | ----------------------------------------------------------------------------------- | ----------------------------------------------------------------------------------- | ----------------------------------------------------------------------------------- |
| Temp. máx. media (°C)                                                               | 27.5                                                                                | 28                                                                                  | 28                                                                                  | 26                                                                                  | 24                                                                                  | 22                                                                                  | 21                                                                                  | 21                                                                                  | 22                                                                                  | 22.5                                                                                | 24                                                                                  | 26                                                                                  | 24.3                                                                                |
| Temp. media (°C)                                                                    | 22.1                                                                                | 22.6                                                                                | 22.6                                                                                | 21.3                                                                                | 18.5                                                                                | 16.8                                                                                | 16                                                                                  | 16.1                                                                                | 16.6                                                                                | 17.7                                                                                | 18.7                                                                                | 20.4                                                                                | 19.1                                                                                |
| Temp. mín. media (°C)                                                               | 19.5                                                                                | 21                                                                                  | 20                                                                                  | 18                                                                                  | 16                                                                                  | 14.5                                                                                | 14                                                                                  | 14                                                                                  | 14.5                                                                                | 15                                                                                  | 16.5                                                                                | 18.5                                                                                | 16.8                                                                                |
| Fuente n.º 1: Accuweather                                                           |                                                                                     |                                                                                     |                                                                                     |                                                                                     |                                                                                     |                                                                                     |                                                                                     |                                                                                     |                                                                                     |                                                                                     |                                                                                     |                                                                                     |                                                                                     |
| Fuente n.º 2: climate-data.org                                                      |                                                                                     |                                                                                     |                                                                                     |                                                                                     |                                                                                     |                                                                                     |                                                                                     |                                                                                     |                                                                                     |                                                                                     |                                                                                     |                                                                                     |                                                                                     |